# Фабијан Делф
Фабијан Делф (енгл. Fabian Delph; Бредфорд, 21. новембар 1989) бивши је енглески је фудбалер који је играо на позицијама везног играча и левог бека.

## Клупска каријера
Рођен је 21. новембра 1989. у Бредфорду. Играо је у млађим категоријама за Лидс јунајтед. Сениорску фудбалску каријеру почиње 2006. године у првом тиму Лидса, где је провео три сезоне, учествовао на 44 утакмице у првенству.
Добре игре су га препоручиле стручном штабу Астон Виле у Премијер лиги, којој се придружио 2009. године. У тиму из Бирмингема није успео да се наметне за наредне две и по сезоне а прилику да заигра је добијао повремено. У првој половини 2012. године позајмљен је Лидс јунајтеду, где је добио више времена да игра. Вратио се у Астон Вилу и наредне три сезоне постао је кључни везни играч бирмингемског тима.
У јулу 2015, за више од 8 милиона фунти прешао је у Манчестер Сити, са којим је потписао уговор на пет година. За прве две сезоне у Манчестеру, он је углавном био резервни играч. На почетку сезоне 2017/18. почео је да редовно игра за први тим. У тој сезони Сити је тријумфовао у Премијер лиги, а Делф је играо на 29 мечева.

## Наступи за репрезентацију
У 2008. години наступио је на две утакмице за репрезентацију Енглеске до 19 година.
Током периода од 2008. до 2010. био је члан у младе репрезентације Енглеске до 21 године. Играо је на пет званичних утакмица.
Године 2014. дебитовао је на званичним утакмицама за репрезентацију Енглеске против Норвешке. Био је уврштен у састав Енглеске на Светском првенству у Русији 2018. године.

## Приватни живот
Делф има три кћерке, од којих је једна рођена током Светског првенства у Русији 2018. године.

## Статистика каријере

### Репрезентативна
| Тим      | Год.   | Наступи | Голови |
| -------- | ------ | ------- | ------ |
| Енглеска | 2014   | 3       | 0      |
| Енглеска | 2015   | 6       | 0      |
| Енглеска | 2018   | 9       | 0      |
| Енглеска | 2019   | 2       | 0      |
| Укупно   | Укупно | 20      | 0      |

## Трофеји
Манчестер сити
- Премијер лига : 2017/18,[12] 2018/19.